# ملكة جمال الولايات المتحدة الأمريكية 2005
ملكة جمال الولايات المتحدة الأمريكية 2005 (بالإنجليزية: Miss USA 2005)‏ هي مسابقة ملكة جمال الولايات المتحدة الأمريكية الرابعة والخمسين في تاريخ مسابقة ملكة جمال الولايات المتحدة الأمريكية، منذ انطلاقتها عام 1952، عقدت مسابقة في مسرح هيبودروم في بالتيمور، ماريلاند في 11 أبريل 2005. تنافس واحد وخمسون من حملة اللقب على لقب ملكة جمال الولايات المتحدة وكان قدم الحفل كل من نجمتا أكسس هوليود نانسي أوديل وبيلي بوش، في نهاية هذا الحدث تويجت تشيلسي كولي من كارولاينا الشمالية، بمسابقة ملكة جمال الولايات المتحدة الأمريكية 2005 من قبل ملكة جمال الولايات المتحدة الأمريكية السابقة شاندي فينيسي من ملكة جمال السابقة من ولاية ميزوري.
كانت هذه هي الأولى من سنتين في المسابقة التي أقيمت في ولاية ماريلاند، حيث عقدت في لوس أنجلوس، كاليفورنيا في عام 2004. تم الإعلان عن الموقع الجديد في أكتوبر 2004.

## النتائج

### المراكز النهائية
| النتائج النهائية                          | المتنافسة |
| ----------------------------------------- | --- |

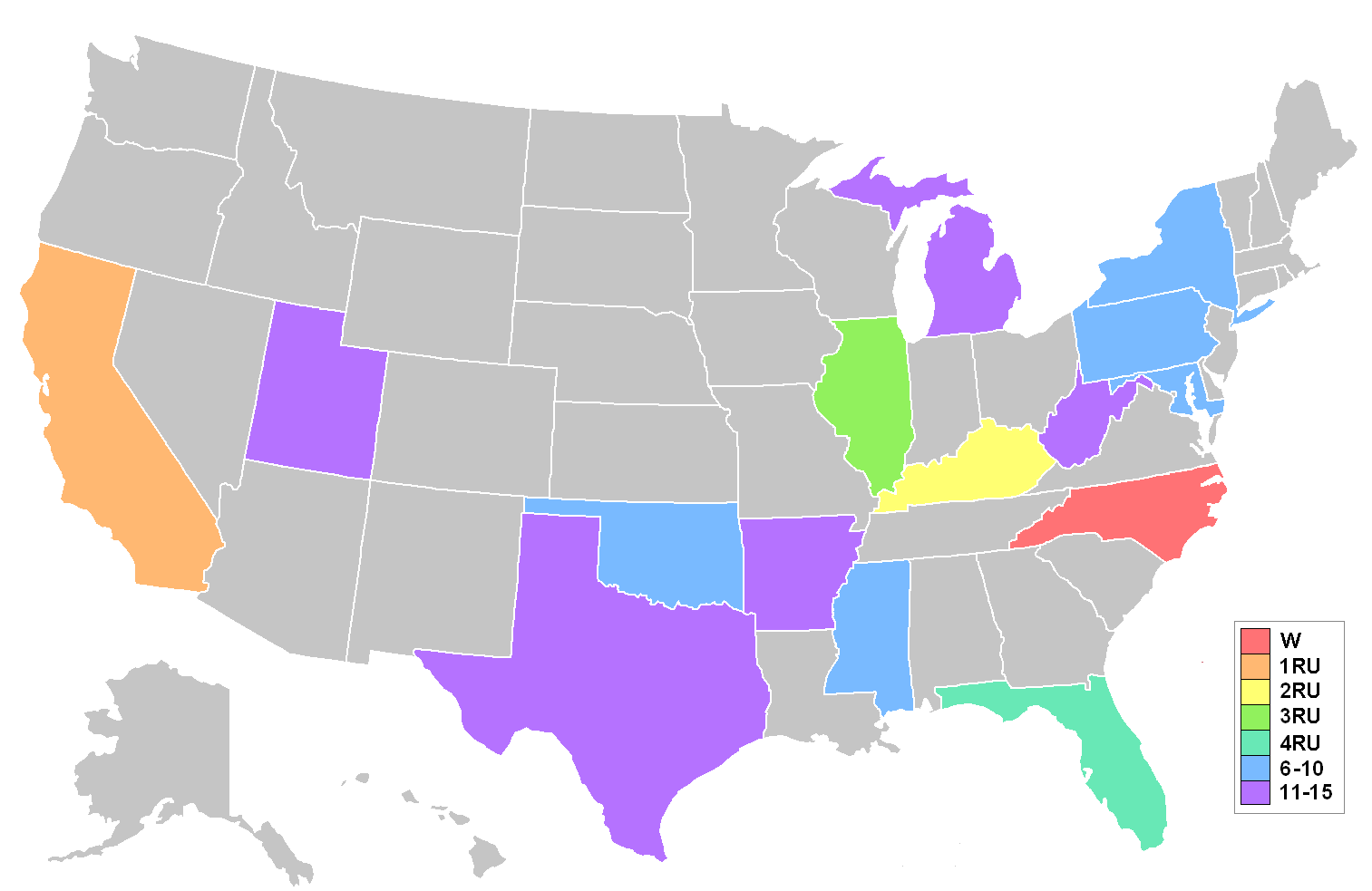
خريطة توضح المراكز حسب الولاية

| ملكة جمال الولايات المتحدة الأمريكية 2005 | - كارولاينا الشمالية - تشيلسي كولي |
| الوصيفة الأولى                            | - كاليفورنيا - بريتاني هوغان |
| الوصيفة الثانية                           | - كنتاكي - كريستين جونسون |
| الوصيفة الثالثة                           | - إلينوي - جيل غولسيث |
| الوصيفة الرابعة                           | - فلوريدا - ميليسا ويتيك |
| أفضل 10                                   | - ماريلاند - مارينا هاريسون - ميسيسيبي - جنيفر أدكوك - نيويورك - ميغان جارينسكي - أوكلاهوما - لاكي سكوت - بنسيلفانيا - بريندا برابهام |
| أفضل 15                                   | - أركنساس - جيسيكا فورير - ميشيغان - كريستال هايز - تكساس - تايلر ويليس - يوتا - مارين بول - فيرجينيا الغربية - كريستين موريسون       |

### جوائز خاصة
| جائزة              | متنافسة                  |
| ------------------ | ------------------------ |
| ملكة جمال اللطافة  | - ويسكونسن - ميليسا يونغ |
| ملكة جمال الجاذبية | - تكساس - تايلر ويليس    |

## المتسابقات
- ألاباما - جيسيكا تيني
- ألاسكا - عاليه شيك
- أريزونا - ماريانا لويا
- أركنساس - جيسيكا فورير
- كاليفورنيا - بريتاني هوجان[2]
- كولورادو - لورين سيسنيروس
- كونيتيكت - ميليسا مانداك
- ديلاوير - شينا بنتون
- مقاطعة كولومبيا - سارة اليزابيث لانغفورد
- فلوريدا - ميليسا ويتيك
- جورجيا - تانيشا بريتو
- هاواي - جينيفر فيربانك
- أيداهو - ساد أييكو
- إلينوي - جيل غولسيث
- إنديانا - كايتلين كريستوفر
- آيوا - جوي روبنسون
- كانساس - راشيل سوندرز
- كنتاكي - كريستين جونسون
- لويزيانا - كانديس ستيوارت
- مين - إيريكا كومو[3]
- ميريلاند - مارينا هاريسون
- ماساتشوستس - كريستينا ناردوزي[4]
- ميشيغان - كريستال هايز[5]
- مينيسوتا - كاري لي
- ميسيسيبي - جينيفر أدكوك
- ميزوري - أندريا سيليبرتي
- مونتانا - أماندا كيميل
- نبراسكا - جانا موريل
- نيفادا - شيفون جيب
- نيو هامبشاير - كانديس جليكمان
- نيو جيرسي - سيلفيا بوجورزيلسكي
- نيو مكسيكو - جاكلين دينر
- نيويورك - ميغان جارينسكي
- كارولاينا الشمالية - تشيلسي كولي
- داكوتا الشمالية - كريسا ميلر
- أوهايو - عائشة بيري
- أوكلاهوما - لاسي سكوت
- أوريغون - جيسيكا كارلسون
- بنسلفانيا - بريندا برابهام
- رود آيلاند - أليسون باجانيتي
- كارولاينا الجنوبية - سارة ميدلي
- داكوتا الجنوبية - جيسيكا فجيرستاد
- تينيسي - إيمي كولي.[6]
- تكساس - تايلر ويليس
- يوتا - مارين بول
- فيرمونت - أماندا ميتيير
- فرجينيا - جينيفر بيتس.[7]
- واشنطن - إيمي كروفورد.[8]
- فرجينيا الغربية - كريستين موريسون
- ويسكونسن - ميليسا آن يونغ.[9]
- وايومنغ - آبي نورمان

## روابط خارجية
- موقع ملكة جمال الولايات المتحدة الأمريكية الرسمي
- ملكة جمال الولايات المتحدة الأمريكية 2005  في قاعدة بيانات الأفلام على الإنترنت (بالإنجليزية)